# Pariahund

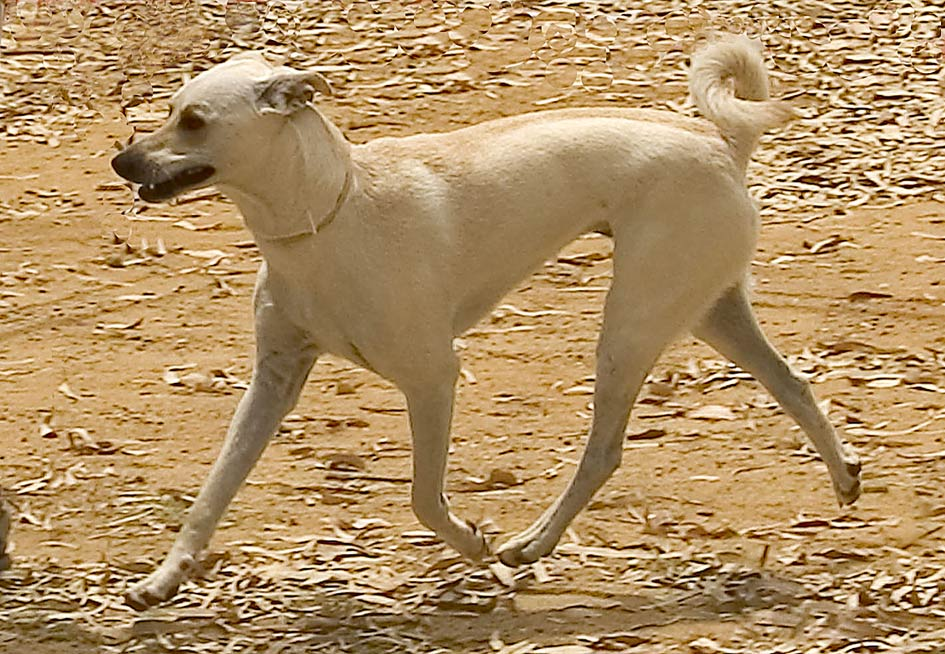
Pariahund (kritikos lagonikos) på Kreta.

En pariahund (eller urhund) är en rasgrupp med primitiva, i några fall ursprungligen halvvilda, tamhundsraser från Afrika, Mellanöstern, Sydasien, Sydeuropa och Latinamerika. För de minst domesticerade raserna och typerna, till exempel dingon, används begreppet schenzihund.
De flesta lokala typerna är ännu inte erkända som raser av den internationella kennelfederationen Fédération Cynologique Internationale (FCI) eller nationella kennelklubbar. De raser som är erkända av FCI ingår i gruppen Spetsar och raser av urhundstyp i sektionerna Hundar av urhundstyp och Jagande hundar av urhundstyp. Dessa sektioner består av sammanlagt elva raser.

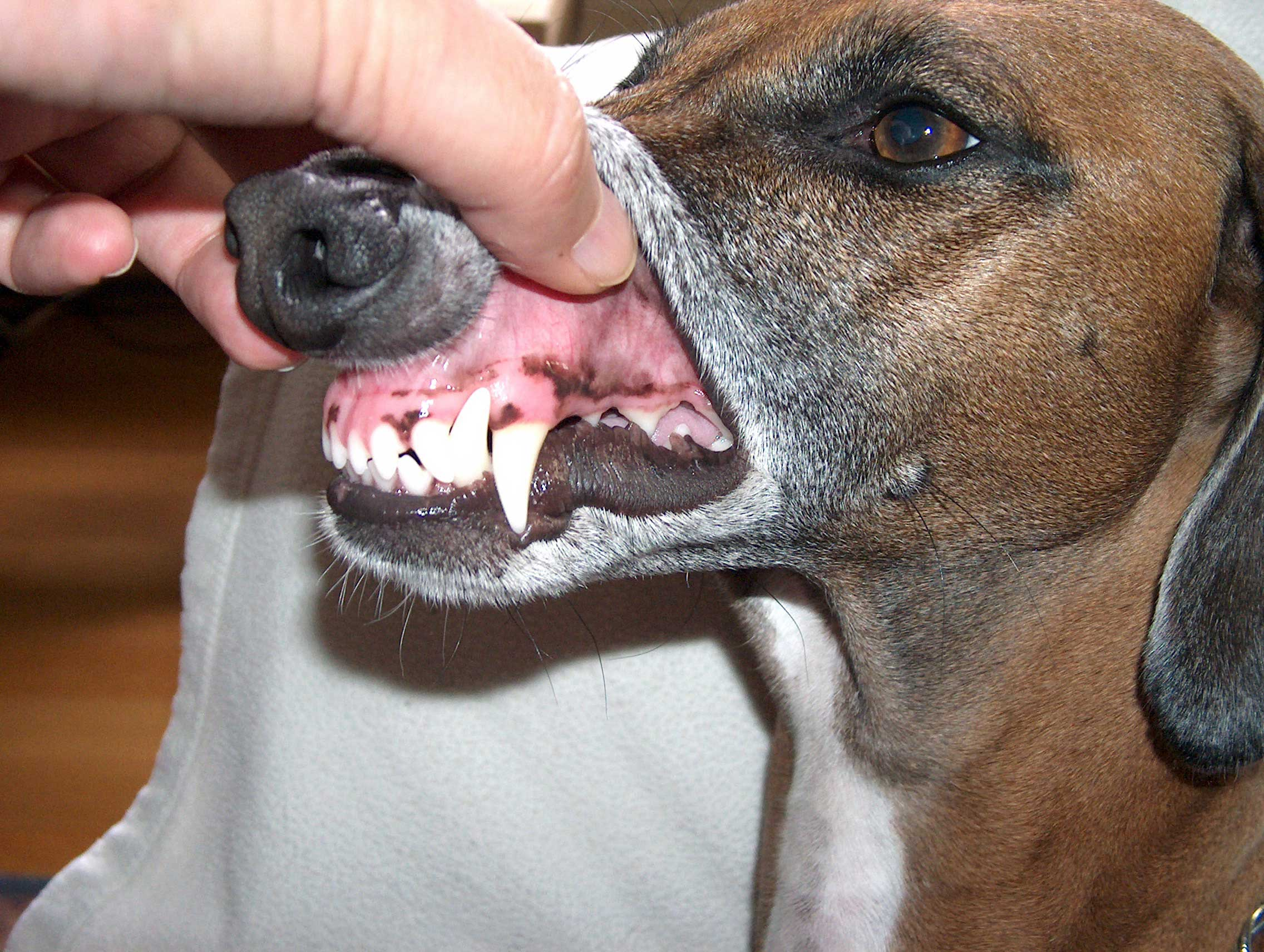
Förstorade rovtänder hos en azawakh, en vinthund som är besläktad med pariahundarna.
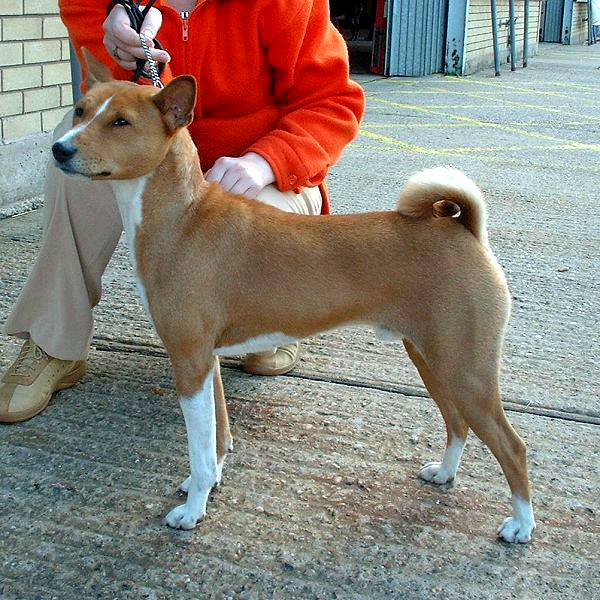
Basenji, centralafrikansk pariahund.
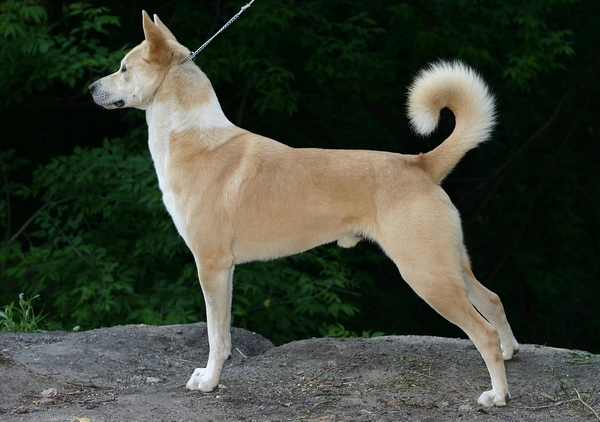
Canaan dog ("Kanaan-hund"), israelisk pariahund.
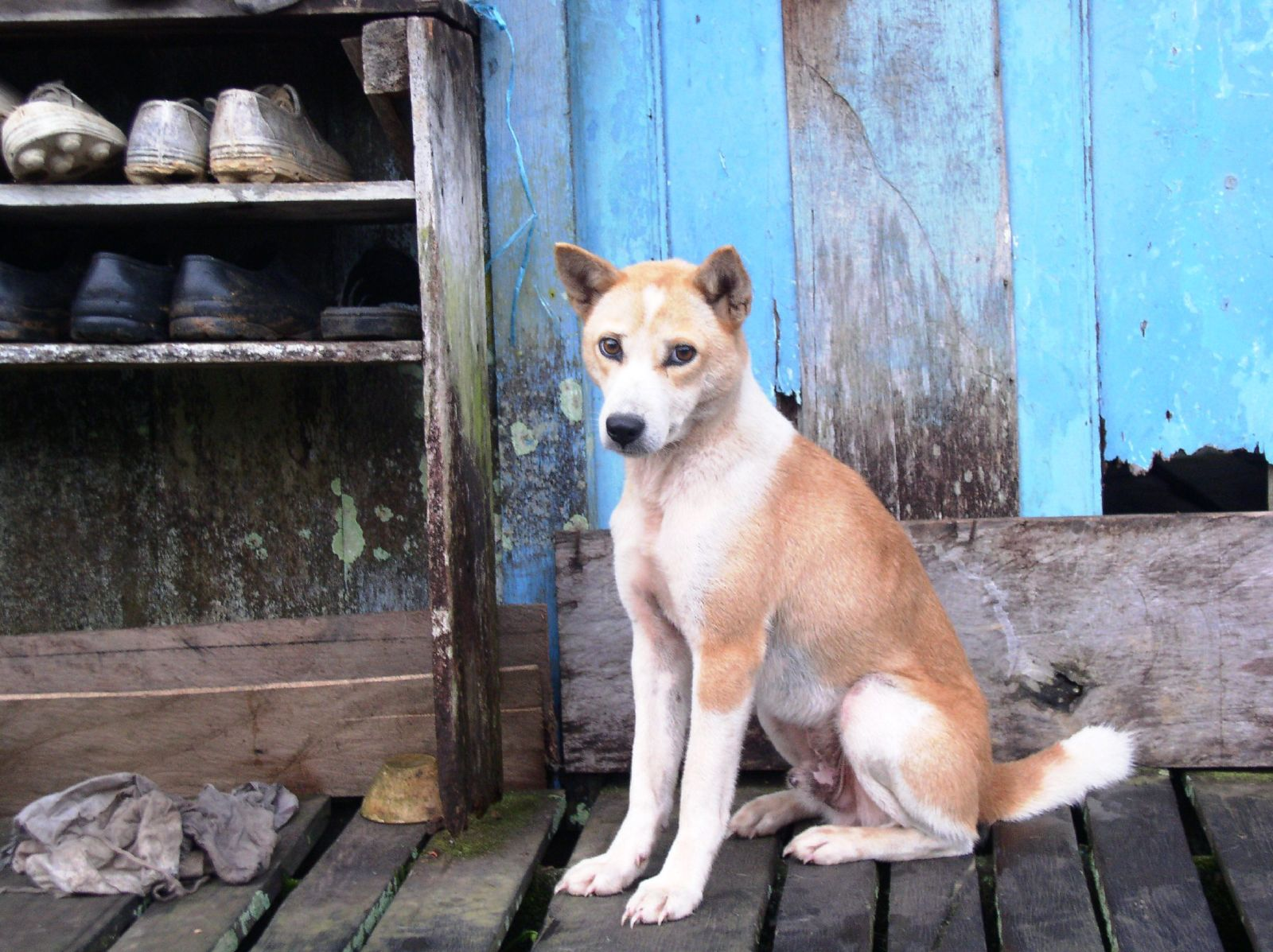
Borneohund

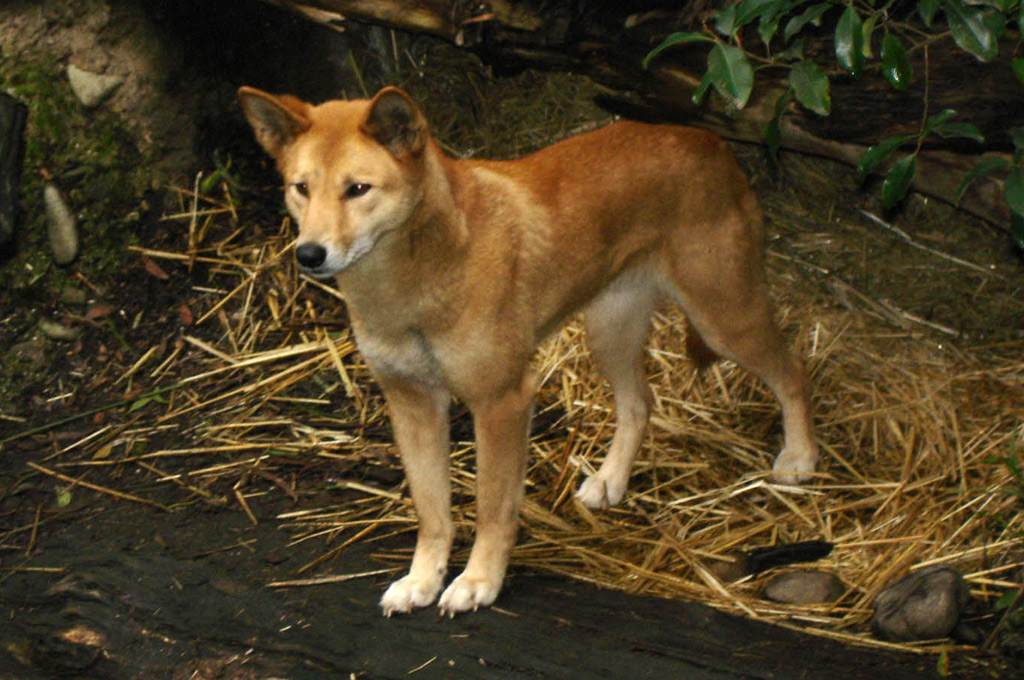
Dingo, en australisk vildhund.
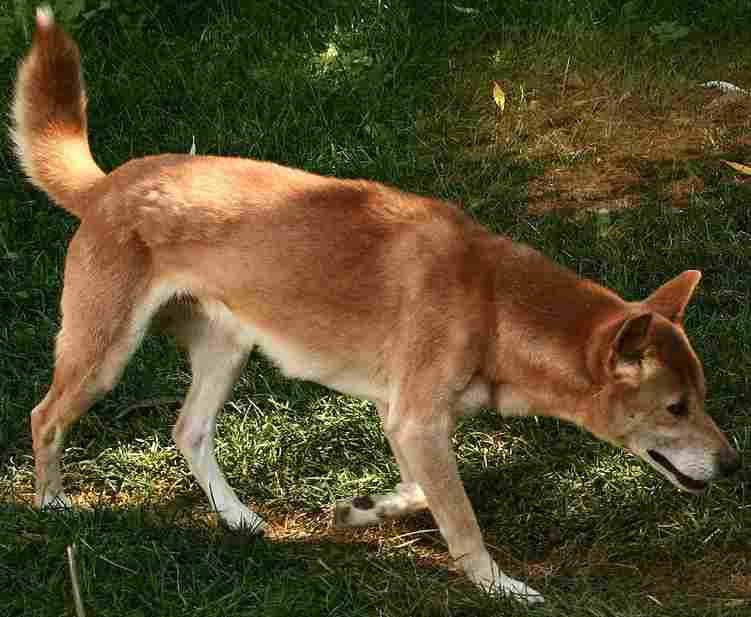
Nya Guineas sjungande hund, vilken påminner om en mindre dingo.
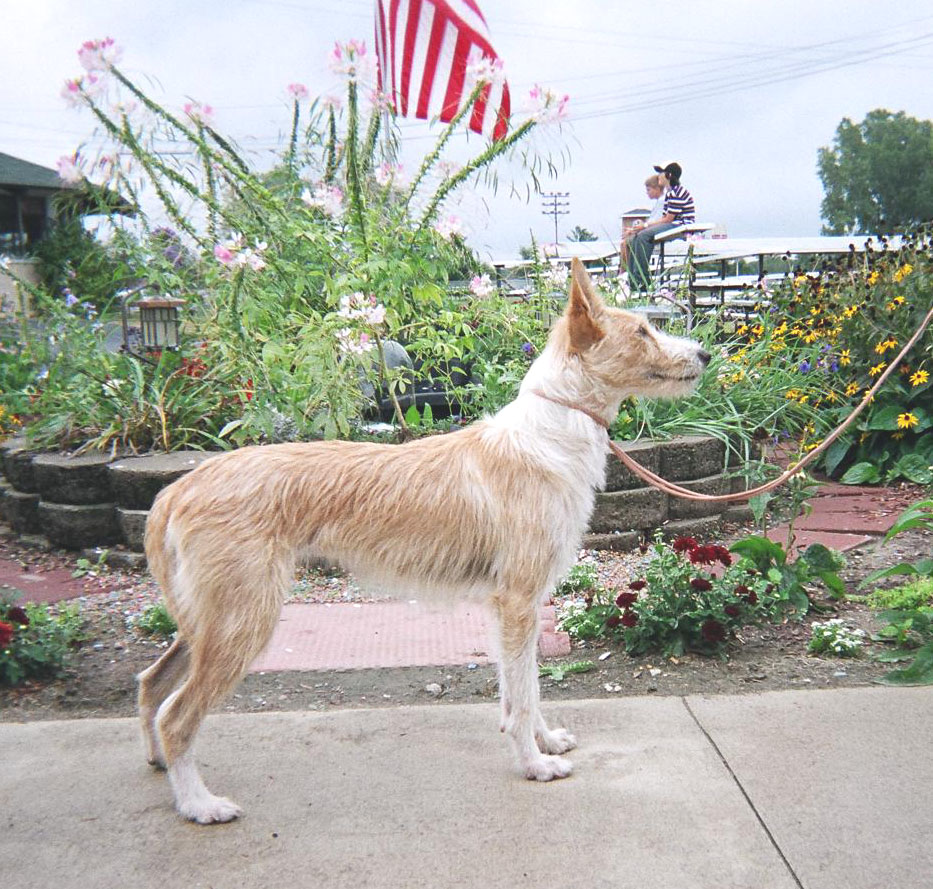
Podengo portugues.

## FCI: Hundar av urhundstyp
- Basenji
- Canaan dog
- Faraohund
- Xoloitzcuintle (Mexikansk nakenhund), liten, mellan och stor
- Perro sin pelo del perú (Peruansk nakenhund), liten, mellan och stor

## FCI: Jagande hundar av urhundstyp
- Cirneco dell'etna
- Podenco canario
- Podenco ibicenco, korthårig och strävhårig
- Podengo portugues, cerdoso och liso
- Taiwan dog
- Thai ridgeback dog

## Ej erkända av FCI
- Africanis
- Borneohund (Dajakhund, Ibanhund)
- Cão do barrocal algarvio
- Carolina Dog
- Chó hmông cộc đuôi
- Chó lài
- Combai
- Cursinu
- Dingo
- Kritikos lagonikos
- Maneto
- Nya Guineas sjungande hund
- Perro pila argentino
- Phu Quoc ridgeback
- Podenco andaluz
- Podenco orito español
- Podenco paternino
- Podenco valenciano (Xarnego valenciano)
- Podengo crioulo (Podengo brasileiro)
- Podengo galego
- Veadeiro pampeano